# 信號理論 (經濟學)
在经济学中，信号是一方令人信服的向另一方提供自己的信息。比如在迈克尔·斯宾塞的就业市场信号模型中，潜在的雇员送出一个信号来证明自己的能力水平给雇主，该信号通常是提供自己的学业水平（包括文凭等等）。该凭据通常能为雇主衡量雇员水平时起到正面积极作用。